# Papillon
Papillon é um filme dramático de prisão de 1973, dirigido por Franklin J. Schaffner. O roteiro de Dalton Trumbo e Lorenzo Semple Jr. foi baseado na autobiografia de 1969 do condenado francês Henri Charrière. O filme é estrelado por Steve McQueen como Charrière ("Papillon") e Dustin Hoffman como Louis Dega. Por ter sido filmado em locais remotos, o filme era bastante caro para a época (mais de US$ 12 milhões), mas rendeu mais do que o dobro em seu primeiro ano de lançamento. O título do filme é francês para "Borboleta", referindo-se à tatuagem e ao apelido de Charrière.

## Roteiro
Henri Charrière (Steve McQueen), um arrombador de cofres apelidado de "Papillon" por causa da tatuagem de borboleta em seu peito, é injustamente condenado pelo assassinato de um cafetão. Em 1933 é condenado à prisão perpétua no sistema penal da Guiana Francesa. No caminho, ele conhece um outro condenado, Louis Dega (Dustin Hoffman), um infame falsificador e fraudador que está convencido de que sua esposa garantirá sua libertação. Papillon se oferece para proteger Dega se ele financiar a fuga do primeiro assim que chegarem à Guiana. Suportando os horrores da vida em um campo de trabalho na selva, os dois acabam se tornando amigos.
Um dia, Papillon defende Dega de um guarda sádico e foge para a selva, mas é capturado e sentenciado a dois anos em confinamento solitário. Em agradecimento, Dega contrabandeou comida extra para Papillon. Quando o contrabando é descoberto, o diretor prende Papillon em uma a cela no escuro por seis meses e divide suas rações pela metade, acreditando que isso o forçará a revelar seu benfeitor. Meio louco e reduzido a comer insetos para sobreviver, Papillon se recusa a denunciar o nome de Dega. Ele é finalmente libertado e enviado para a enfermaria em St-Laurent-du-Maroni para se recuperar.
Papillon vê Dega novamente e pede a ele para providenciar outra tentativa de fuga. Dega o ajuda a encontrar um médico prisioneiro, que se oferece para lhe garantir um barco do lado de fora com a ajuda de um homem chamado Pascal. O companheiro de prisão Clusiot (Woodrow Parfrey) e um ordenança homosexual chamado André Maturette (Robert Deman) juntam-se à trama de fuga. Durante a fuga, Clusiot é nocauteado por um guarda; Dega é forçado a subjugar o guarda e relutantemente se junta a Papillon e Maturette, escalando as paredes para o lado de fora. Dega fraturou o tornozelo na queda. O trio encontra Pascal e foge noite adentro. No dia seguinte, na selva, traindo os fugitivos Pascal informa sobre os prisioneiros em seu barco, para serem recapturados. Eles encontram um caçador local (John Quade) que matou os caçadores de recompensas que estavam esperando por eles; ele guia os três até uma colônia de leprosos próxima, onde eles obtêm suprimentos e um barco para navegar.
O trio finalmente pousa em Honduras e é abordado por um grupo de soldados, que abrem fogo e ferem Maturette. Ele é capturado junto com Dega, enquanto Papillon é forçado a fugir. Papillon foge dos soldados e vive por um longo período com uma tribo nativa; ele acorda uma manhã para descobrir que eles se foram, deixando-o com um pequeno saco de pérolas. Papillon paga uma freira para levá-lo ao convento, onde pede refúgio à Madre Superiora, mas ela o entrega às autoridades.
Papillon é levado de volta para a Guiana Francesa e condenado a mais cinco anos de confinamento solitário. Ele emerge como um velho grisalho junto com Maturette, que ele vê pouco antes de esta morrer. Papillon é então transferido para a remota Ilha do Diabo, onde se reúne com Dega, que há muito tempo perdeu todas as esperanças de ser libertado. De um alto penhasco, Papillon observa uma pequena enseada onde descobre que as ondas são fortes o suficiente para carregar um homem para o mar e para o continente próximo. Papillon pede a Dega para se juntar a ele em outra fuga, e os homens fazem dois flutuadores com cocos ensacados. Enquanto eles estão no lado do penhasco, Dega decide não escapar e implora a Papillon que não o faça. Papillon abraça Dega uma última vez e depois salta do penhasco. Agarrando seu flutuador, ele é levado com sucesso para o mar.
O narrador afirma que Papillon conseguiu a liberdade e viveu o resto de sua vida como um homem livre.

## Produção

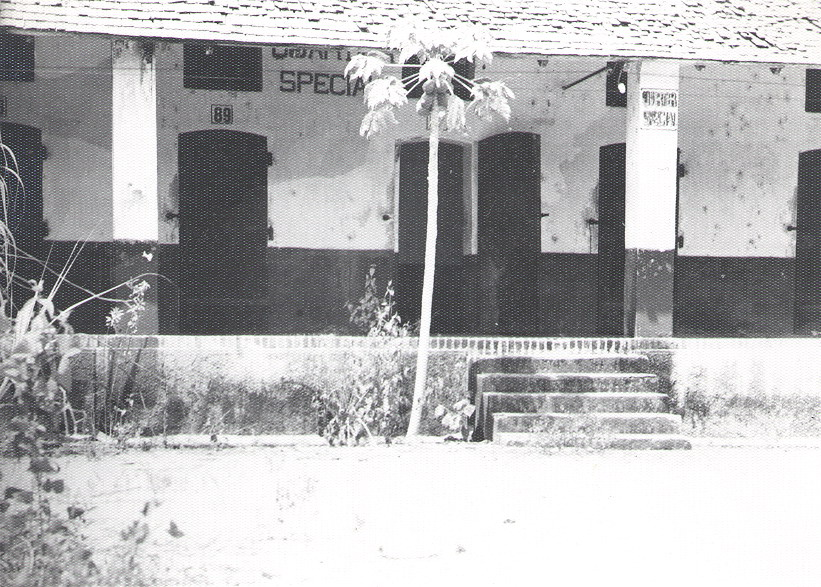
A prisão tal como em 1954, não muito antes de ser fechada e abandonada

Papillon foi filmado em vários locais na Espanha e na Jamaica, com as cenas em cavernas filmadas sob o que hoje é o hotel Xtabi, nos penhascos de Negril. As cenas da cidade perto do início do filme foram filmadas em Hondarribia, na Espanha. As cenas da colônia penal de St-Laurent-du-Maroni foram realmente filmadas em Falmouth, Jamaica, e as cenas do pântano foram filmadas perto de Ferris Cross. Mas a famosa cena de salto de penhasco de Steve McQueen perto do final do filme aconteceu nos penhascos em Maui, Havaí. McQueen insistiu em realizar o salto de penhascos. Mais tarde, ele disse que foi "uma das experiências mais estimulantes da minha vida".
McQueen recebeu US$ 2 milhões junto com a estipulação contratual de que receberia o primeiro faturamento sobre Dustin Hoffman.  Além disso, o próprio autor Henri Charrière atuou como consultor na locação: ele informou aos produtores do filme as coisas que encontrou durante seus anos de prisão.
A Prisão de St-Laurent-du-Maroni, onde Henri Charrière foi detido e onde a maior parte da ação acontece, foi fielmente recriada usando as plantas originais. Imagens da histórica prisão na Guiana Francesa são reproduzidas nos créditos finais, que se mostra abandonada e coberta pela vegetação da selva.

## Elenco
- Steve McQueen como Henri Charrière aka Papillon
- Dustin Hoffman como Louis Dega
- Victor Jory como Chefe Indigena
- Don Gordon como Julot
- Anthony Zerbe como Toussaint, chefe colonial
- Robert Deman como André Maturette
- Woodrow Parfrey como Clusiot
- Bill Mumy como Lariot
- Richard Angarola como Comadante
- George Coulouris como Dr. Chatal
- Ratna Assan como Zoraima
- William Smithers como Warden Barrot
- Val Avery como Pascal
- Gregory Sierra como Antonio
- Vic Tayback como Sergento
- John Quade como Masked Breton
- Mills Watson como Guarda
- Fred Sadoff como Warden
- Ron Soble como Santini
- Don Hanmer como Negociante
- Liam Dunn como Trustee
- Richard Farnsworth como Manhunter (sem créditos)
- Peter Brocco como Doutor (sem créditos)
- Anne Byrne como Mrs. Dega (sem créditos)
- Dalton Trumbo como Comandante (sem créditos)